# Hans Rudolf Manuel
Hans Rudolf Manuel, auch Hans Rudolf Manuel Deutsch (* 3. Juli 1525 in Erlach; † 23. April 1571 in Morsee, oder Bern) war ein Schweizer Holzschnitzer und Politiker.

## Leben

### Familie
Hans Rudolf Manuel entstammte der Patrizierfamilie Manuel und war der Sohn des Malers Niklaus Manuel sowie dessen Ehefrau Katharina (* 1490; † 1533), eine Tochter von Hans Frisching, eines ehemaligen Landvogtes von Erlach, Aarburg, Echallens und Nidau sowie Mitglied des Kleinen Rates; er hatte noch fünf Geschwister, zu denen unter anderem auch die späteren Politiker Hieronymus Manuel (* 1520 in Bern; † 4. Februar 1579 ebenda) und Niklaus Manuel (* 1528 in Bern; † 11. Juni 1588 ebenda) zählten. Sein Neffe war der spätere Diplomat Albrecht Manuel.
Seit dem 3. Februar 1558 war er mit Katharina (* 11. März 1542 in Bern; † 16. April 1560), Tochter des Landvogtes und Kleinrats Kaspar Wysshan († 1577 an der Pest), verheiratet; gemeinsam hatten sie eine Tochter.
In zweiter Ehe heiratete er 1561 Ursula († vor 1578), die Tochter des Politikers und Bannerhauptmanns Peter Stürler († vor 1538 oder 1565) (Anmerkung: Das Todesjahr muss nach 1538 liegen, weil Peter Stürlers Sohn Simon Stürler 1542 geboren wurde).

### Werdegang
Nach einer ersten Ausbildung bei seinem Vater, den Hans Rudolf Manuel später häufig kopierte, erhielt er eine Ausbildung zum Glasmaler, vermutlich bei Maximilian Wysshack, auch Maximilian Wischak, in Basel. Er war von 1543 bis 1560 in Zürich und darauf ab 1560 in Bern ansässig; in dieser Zeit war er unter anderem in Zürich für einen Glasmaler tätig.
Er war unter anderem als Illustrator für den Drucker Heinrich Petri in Basel tätig.
Von 1562 bis 1568 war er Landvogt in Morges.

### Politisches und künstlerisches Wirken
Hans Rudolf Manuel war seit 1560 Mitglied des bernischen Grossen Rats und er gehörte, wie bereits sein Vater, in Bern der Gesellschaft zu Ober-Gerwern an.
1547 kopierte er zwei Handzeichnungen seines Vaters, die auf 1529 datiert waren, die einen Schweizer Hauptmann und einen deutschen Landsknecht darstellten und verfasste zu jedem einen Spruch, in dem sie einander ihre Fehler vorhielten; es wurden ihm auch die Sprüche auf einer Scheibe den alten und neuen Eidgenossen darstellend zugeschrieben, die sich im Besitz des Fabrikanten Friedrich Engel-Gross in Basel befand.
Er war vor allem als Illustrator bedeutender Druckwerke tätig und schuf unter anderem die Kaiserbildnisse für Rudolf Wyssenbachs Einblattdrucke und ab 1547 zahlreiche, teilweise seitengrosse Illustrationen für Sebastian Münsters Cosmographia universalis sowie 1549 Signete für Johannes Oporinus und seine Holzschnitte wurden in Ordenliche Beschreibung, welcher Gestalt die nachbarliche Bündnuss vnd Verain der dreyen löblichen freien Stätt Zürich, Bern vnd Strassburg, dieses gegenwertigen 1588 von Johann Fischart 1588 verwendet.
Er zeichnete 1549 die früheste topographisch verlässliche Ansicht der Stadt Bern. Ab 1551 entstanden, nach den Bergbauszenen in der Cosmographia 267 von 273 figürliche Holzschnitte für Georgius Agricolas Bergbaubuch De re metallica, das 1556 und 1561 erschienen ist. Vermutlich wegen der 1551 erfolgten Restaurierung des Sempacher Schlachtbilds in der Schlachtkapelle Sempach schuf er für Rudolf Wyssenbach die Zeichnung für den Riesenholzschnitt der Schlacht bei Sempach in Form eines Einblattdruck von sechs Stöcken mit Text. Neben seiner Tätigkeit als Holzschnitzer entwarf er zwischen 1543 und 1556 zahlreiche Scheibenrisse (Entwurf für eine Glasmalerei). Er signierte seine Grafiken und Zeichnungen meist mit HMRD oder MRD, oft unter Hinzufügung des Schweizerdolches.
Wie bereits sein Vater, schrieb er 1548 mit dem Weinspiel ein Fastnachtsspiel in 4.238 Versen, das in Form einer Gerichtsverhandlung Schlemmerei und Trunksucht blossstellte, und 1548 aufgeführt wurde; das Stück wurde unter anderem 1942 durch Freiburger Studenten aufgeführt. Dazu schuf er Spruchverse zu verschiedenen Holzschnitten und 1557 mit Hüpsch nüw Lied unnd fründtliche Warnung an eine Lobliche Eydgnoschafft ein Meistersingerlied. 1558 schrieb er ein gereimtes Nachwort zum Schauspiel Der Ablasskrämer seines Vaters von 1525.

## Werke (Auswahl)

### Schriften
- Ein holdsäligs Faßnachtspil darinn der edel wyn von der Truncknen rott beklagt. 1548 (Digitalisat).
- Hans Rudolf Manuel, Theodor Odinga (Hrsg.): Das Weinspiel. Fastnachtsspiel 1548. Halle/Saale: Niemeyer, 1892 (Digitalisat).
- Ein hüpsch nüw Lied, unnd fründtliche Warnung an ein lobliche Eydgnoschafft. 1557 (Digitalisat).

### Handzeichnungen
- Scheibenriss. Landsknecht, dem eine Dame einen Becher anbietet.
- Scheibenriss. Zwei Herolde in geschlitzten Wämsern, in der erhobenen Rechten einen Stab haltend, zwischen beiden zwei Henkelkannen.
- Scheibenriss. Bannerträger der Stadt Murten, mit Architektur.
- Allianzwappen mit Schildhalterin.
- Riss zu einer unbezeichneten Wappenscheibe mit Stifter Ehepaar.
- Riss zu einer Stifterscheibe mit Herr und Dame. Federzeichnung (Nachzeichnung).

### Holzschnitte
- Schwabe und Schweizer. 1547.[17]
- Weibliche Halbfigur mit Blumenstrauss. 1550.
- Schweizer Hauptmann, nach einer Zeichnung von Niklaus Manuel.
- Landsknecht mit Buckelglas, nach einer Zeichnung von Niklaus Manuel.
- Fähnrich, im Profil, in eiligem Lauf, hält ein Buckelglas. Landschaft: neben ihm etwas im Hintergrunde ein anderer Mann, zur Rechten eine Marketenderin, auf deren Flasche ein Monogramm und das Datum 1546 angebracht ist.
- Holzschnitt der Schlacht von Sempach.[18]
- Brustbild des Aristoteles nach rechts. 1549.
- Bildnis von Sebastian Münster.
- Verschiedene Ansichten in der Cosmographia von Sebastian Münster (unter anderem Ansichten von Basel (1549); Bern (1549), Ansicht vor der Anlage der Schanzen im Westen, nördliche Stadtseite; Koblenz (1549); Köln; Edinburgh; Frankfurt an der Oder; Freiburg im Breisgau; Fulda; Genf (1548); Nördlingen (1549); Paris; Rufach (1548); Schlettstadt und Wien (1548)).
- Theater von Verona.
- Besançon.
- Tells Apfelschuss.
- Erster Bund der Eidgenossen.
- Ansichten von Salins in Burgund.
- Ansichten der Propstei Ellwangen.
- Ansichten von Ulm.
- Der verlorene Sohn. 1552.
- Holzschnitte. In: Johann Basilius Herold: Heydenwelt und irer Götter anfänglicher Ursprung. Basel 1554 (Digitalisat).
- 118 grosse Porträts in Medaillons mit Passepartouts in dem Werk: Imperatorum Romanorum omuium Orien talium et Occidentalium verissimae Imagines ex an tiquis Numismatibus quam fidelissimae delineatac. 1559 (Digitalisat).
- Illustrative Holzschnitte. In: Georgius Agricolas: De re metallica. Basel 1556 und 1561.

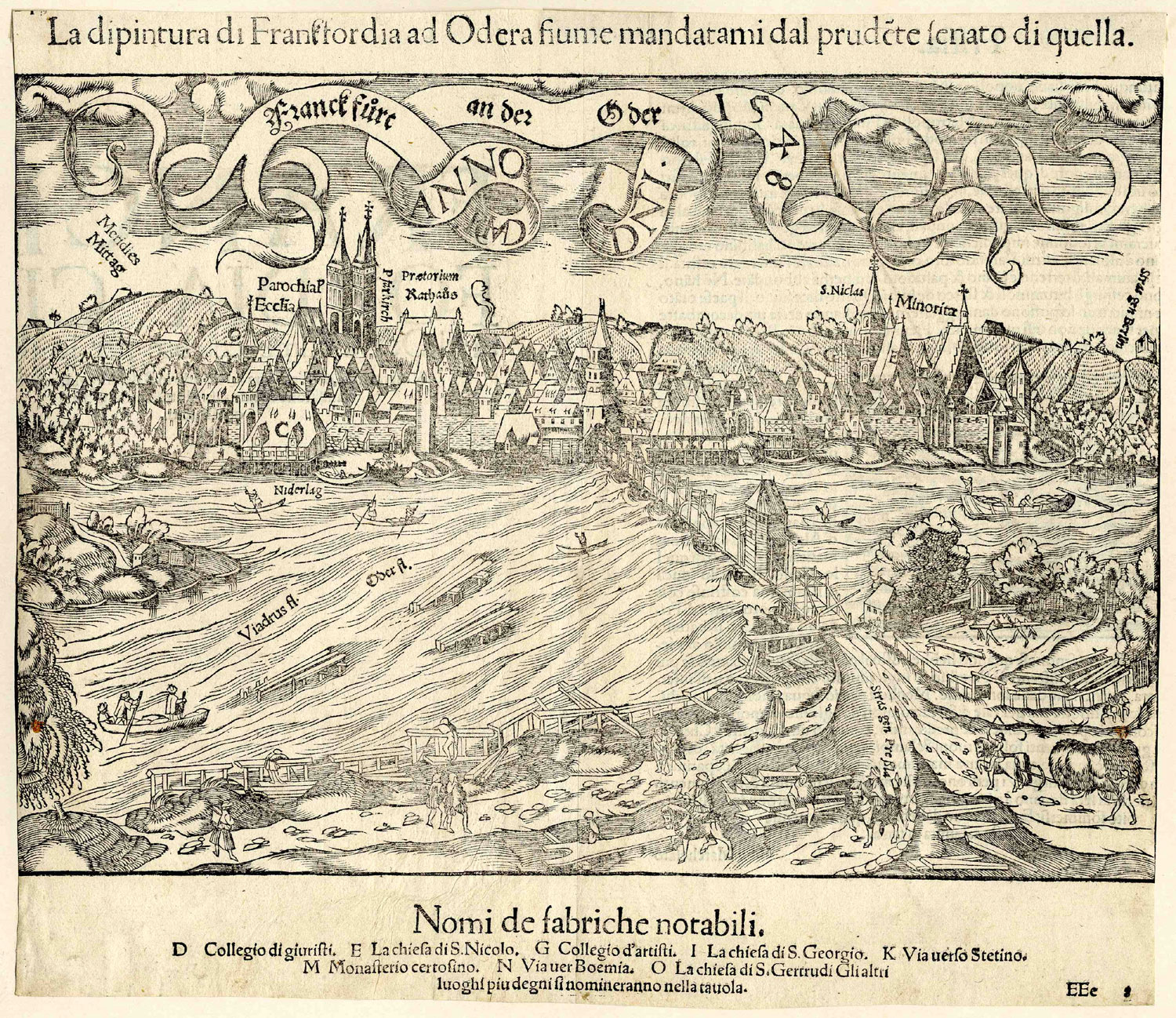
Frankfurt an der Oder; Holzschnitt, 1548
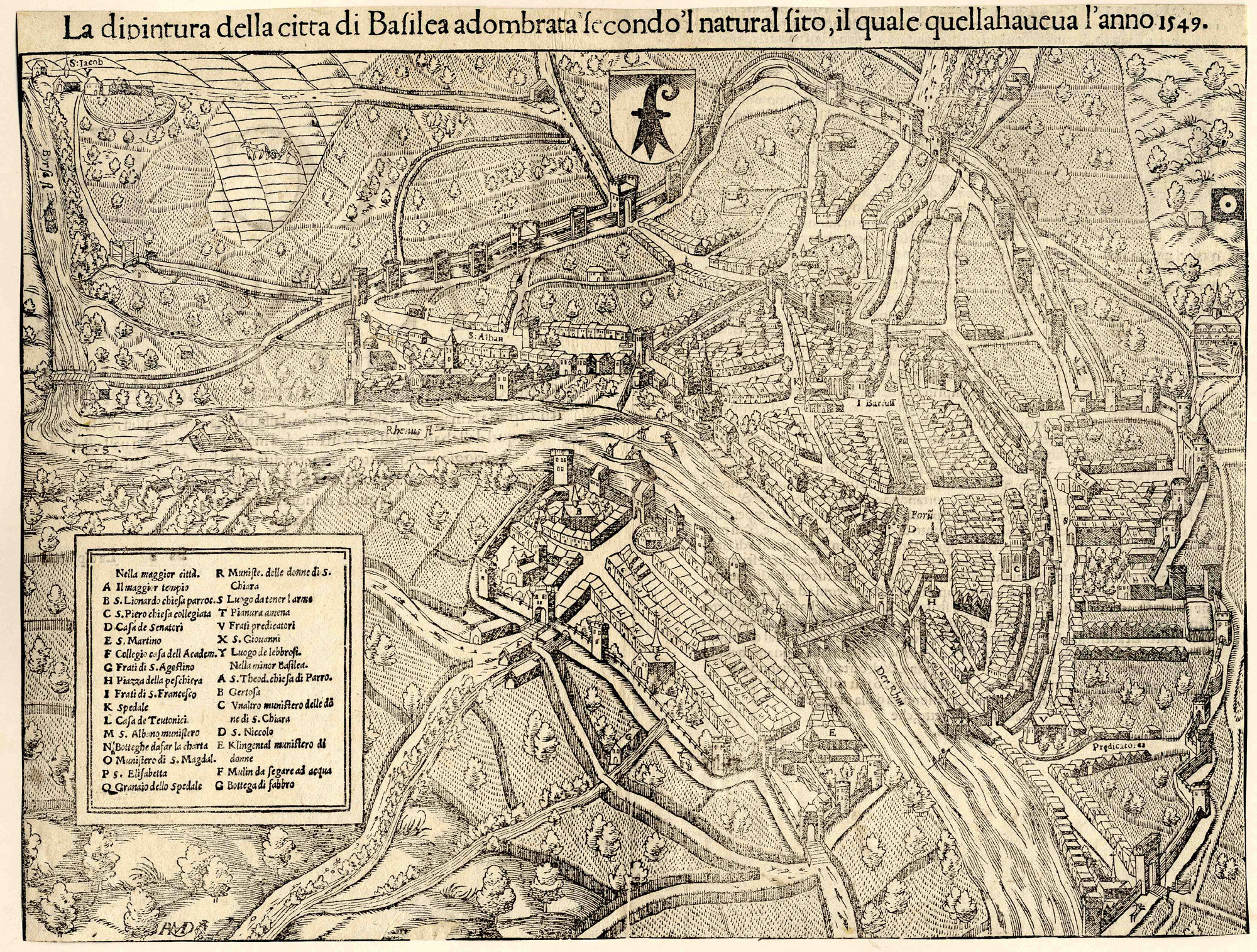
Ansicht der Stadt Basel; Holzschnitt, vor 1550
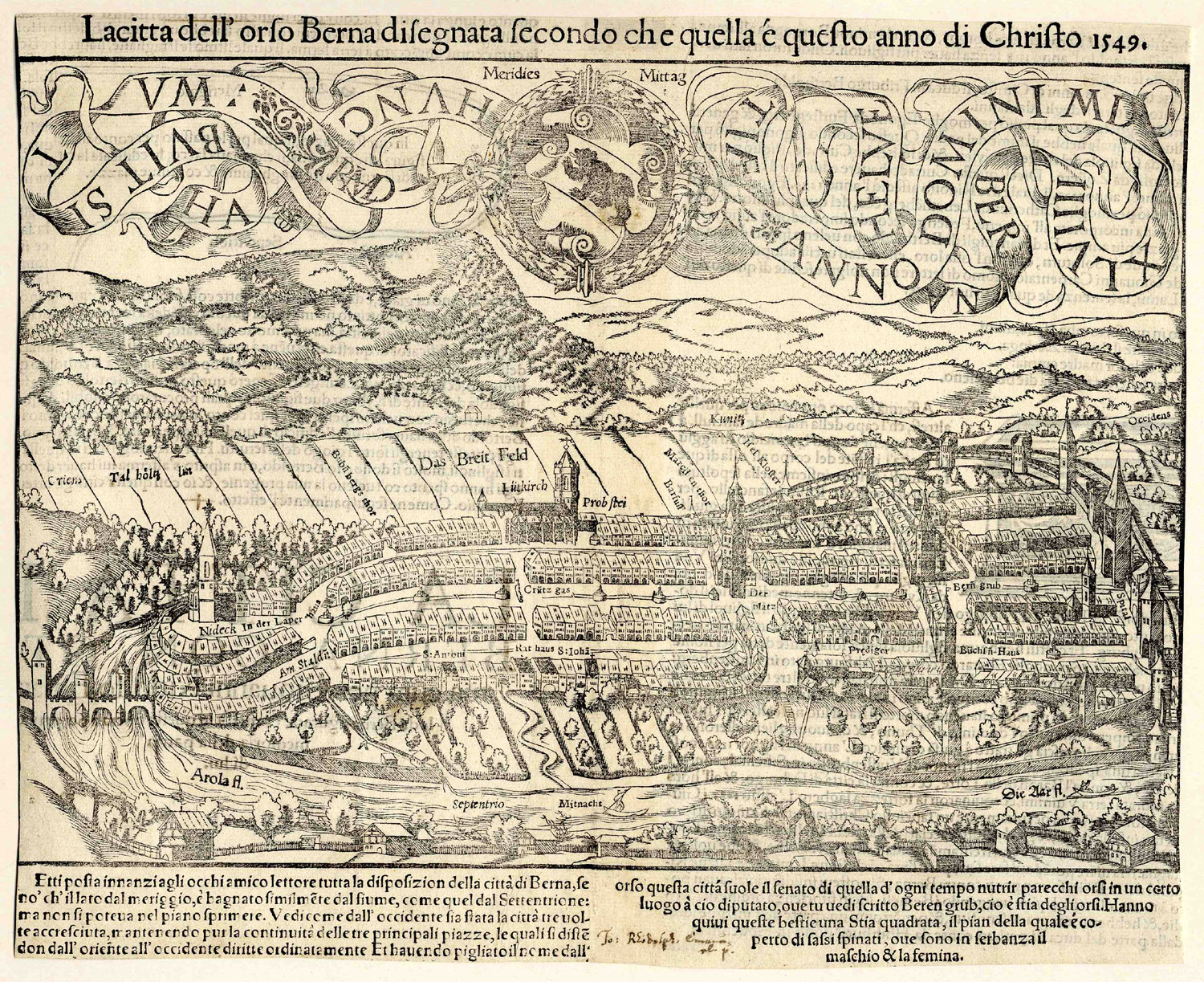
Ansicht der Stadt Bern; Holzschnitt, 1549
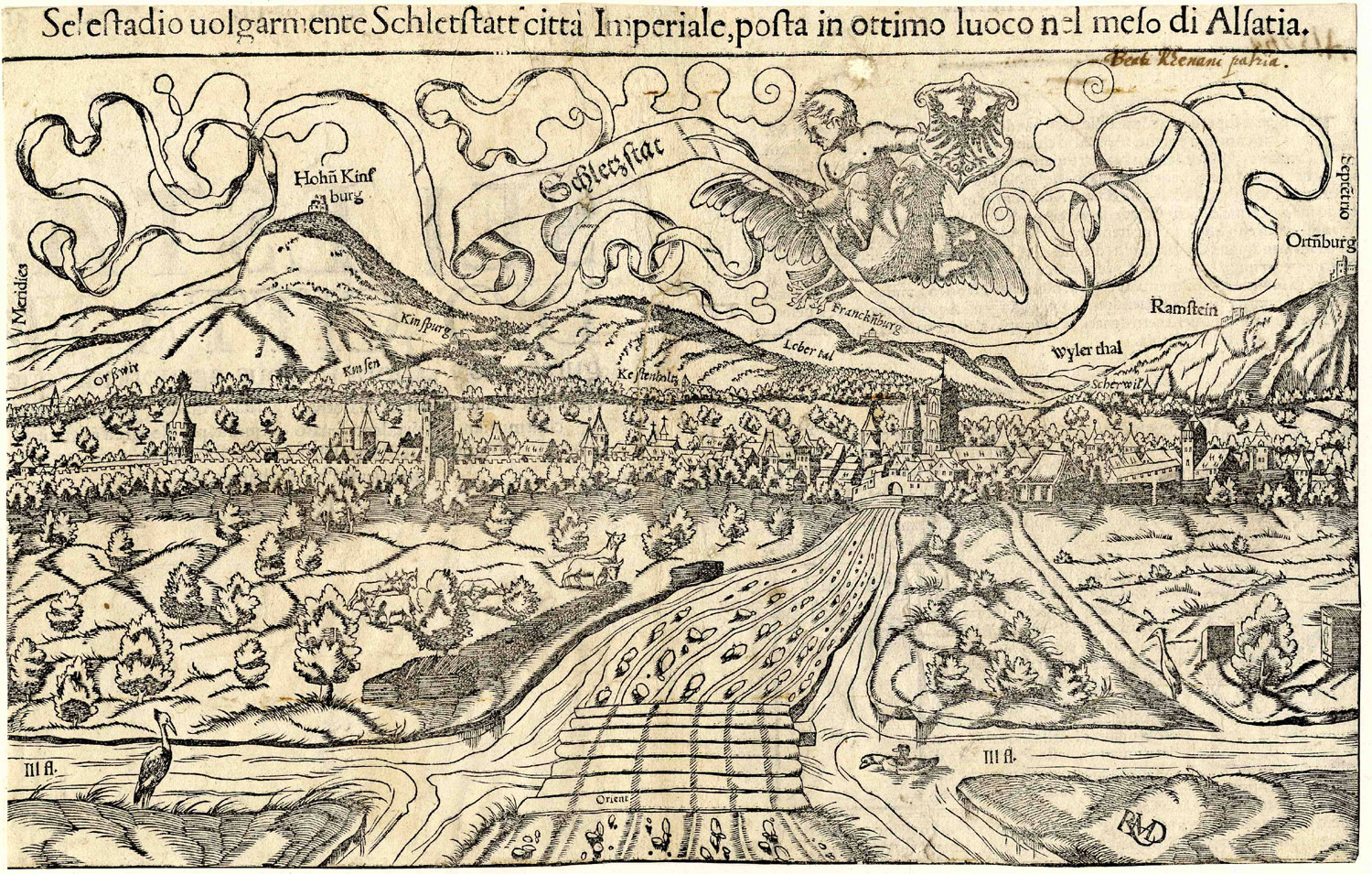
Ansicht von Schlettstadt; Holzschnitt, vor 1550
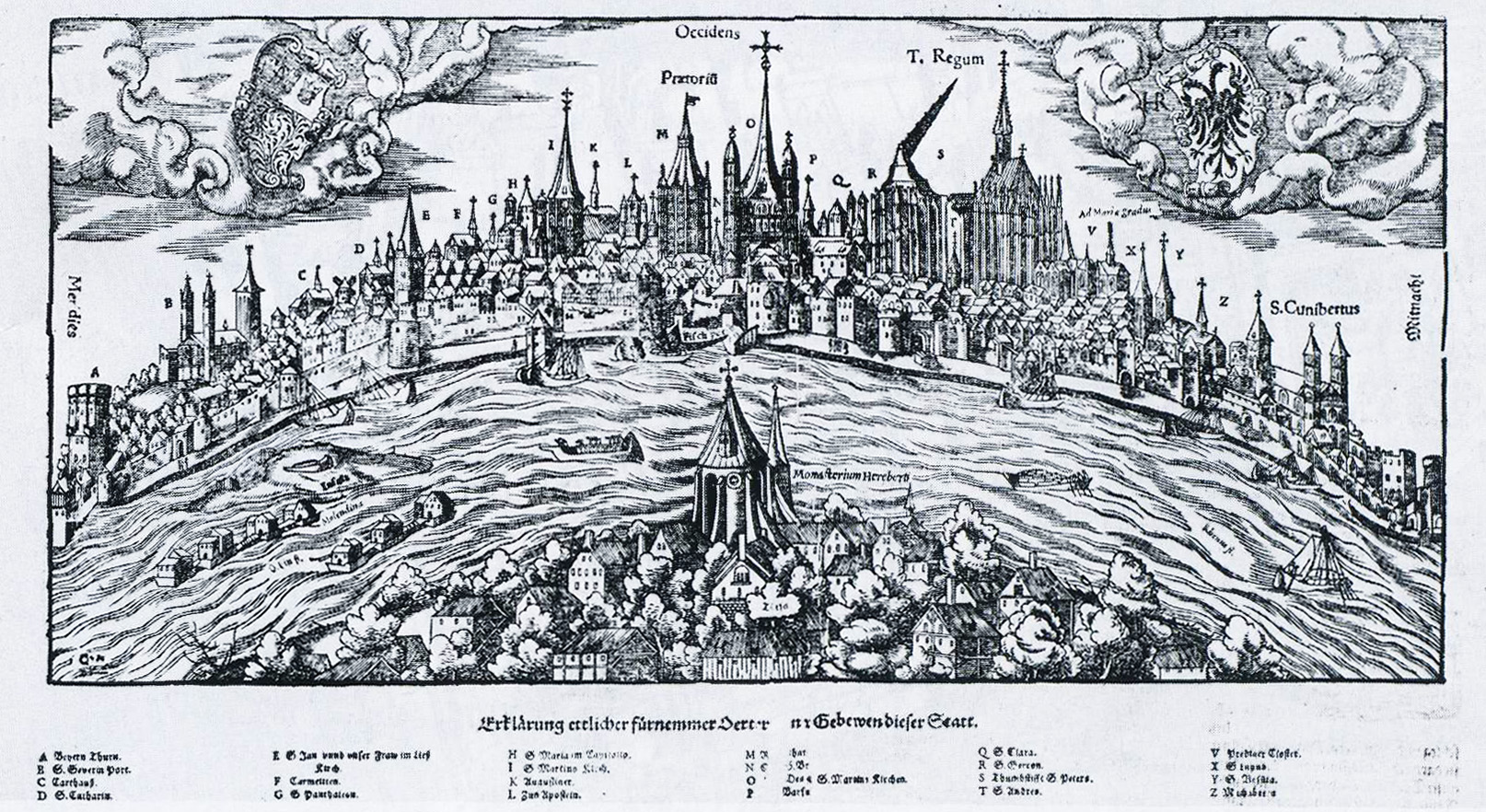
Köln, Rheinpanorama; Holzschnitt 1548
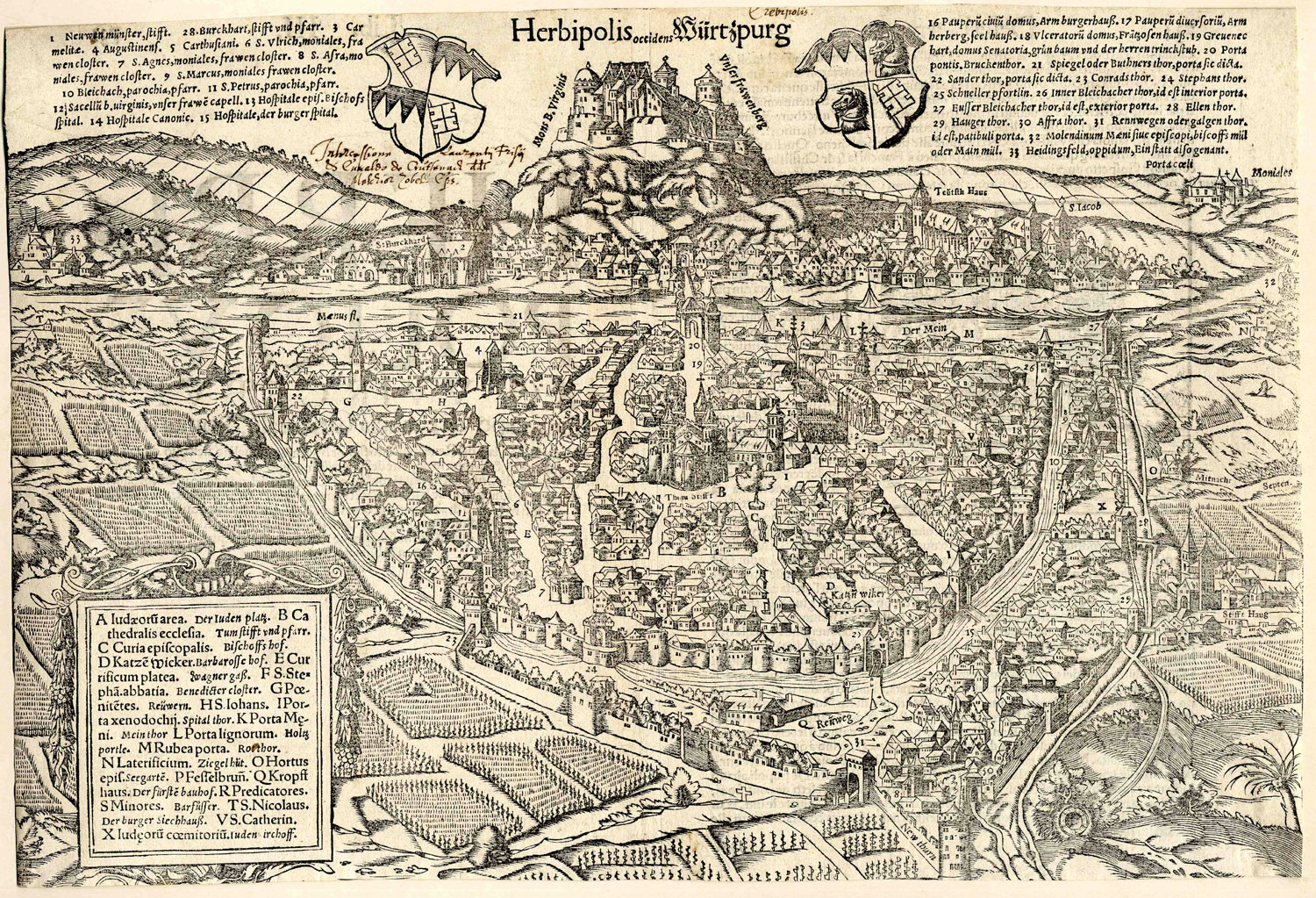
Ansicht von Würzburg; Holzschnitt, 1548
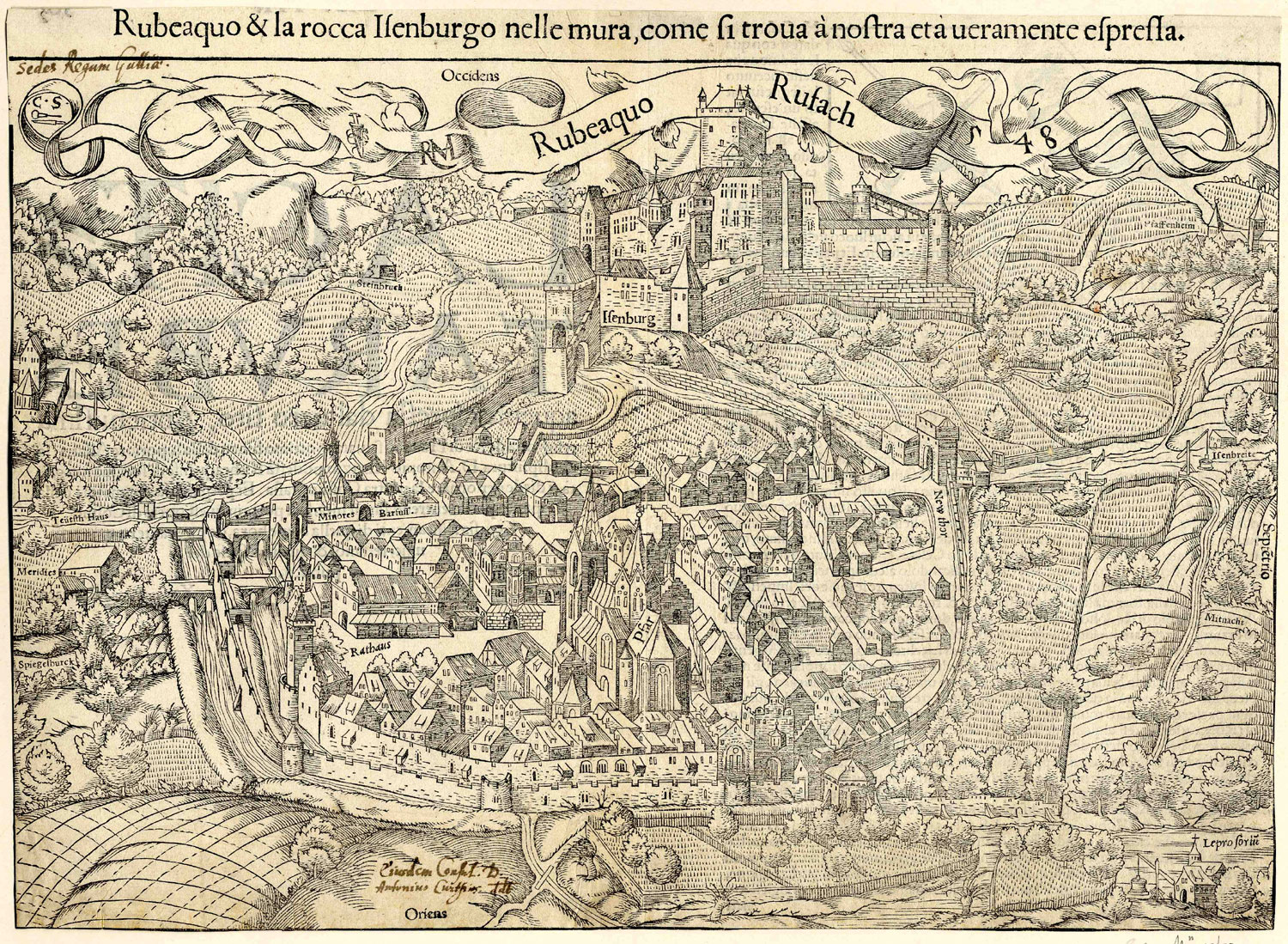
Ansicht von Rufach; Holzschnitt, 1548
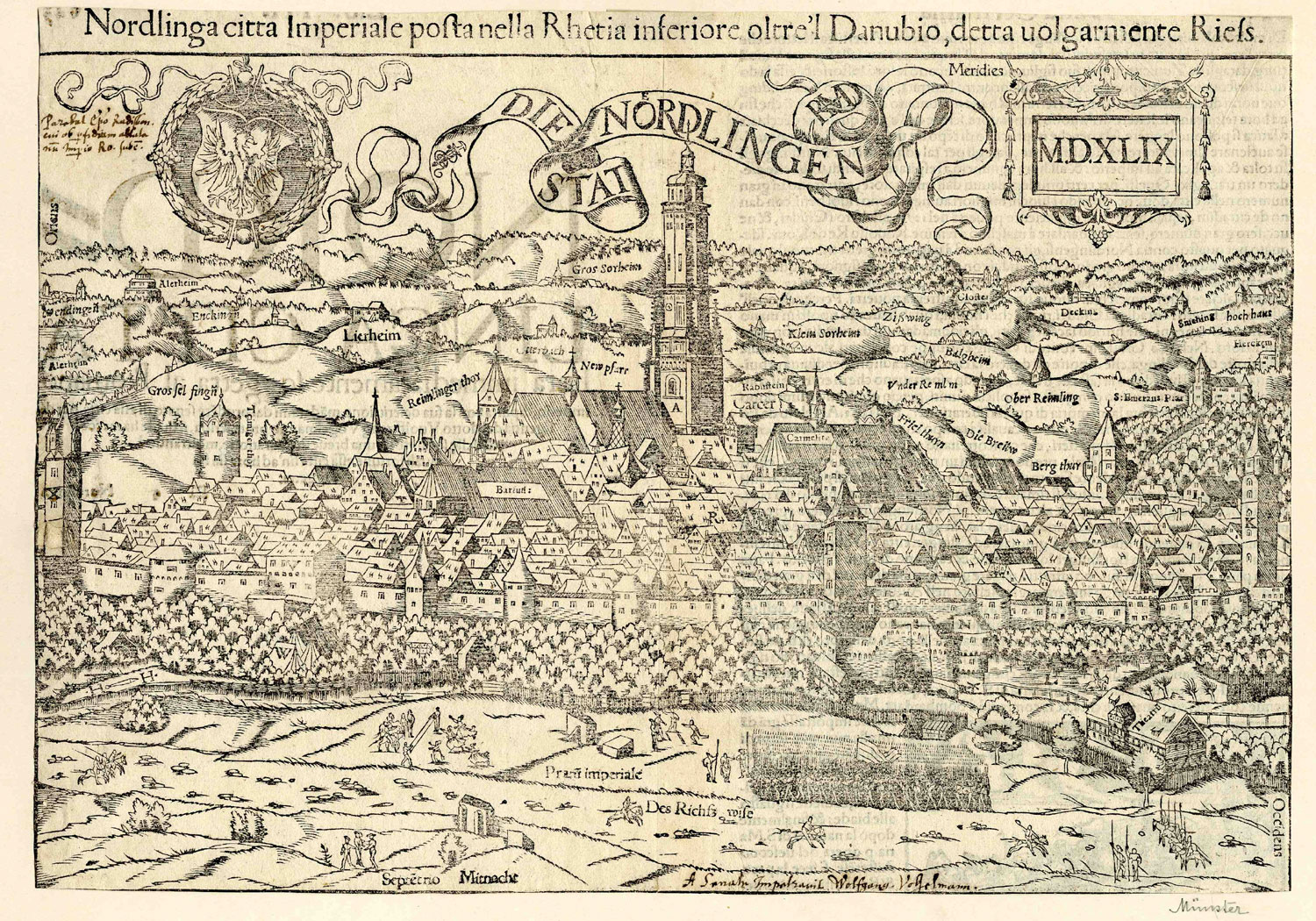
Ansicht von Nördlingen; Holzschnitt, 1549
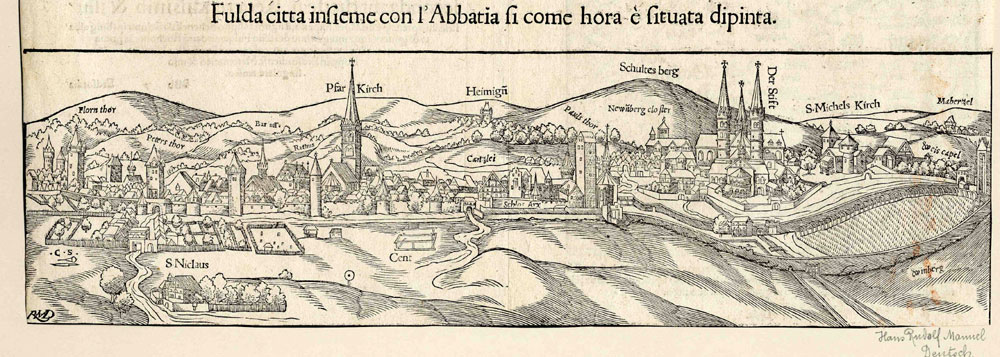
Ansicht von Fulda; Holzschnitt, vor 1550
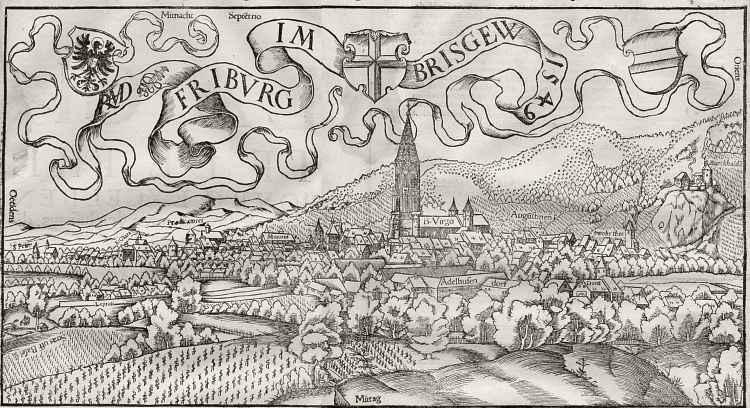
Freiburg im Breisgau; Holzschnitt, 1549
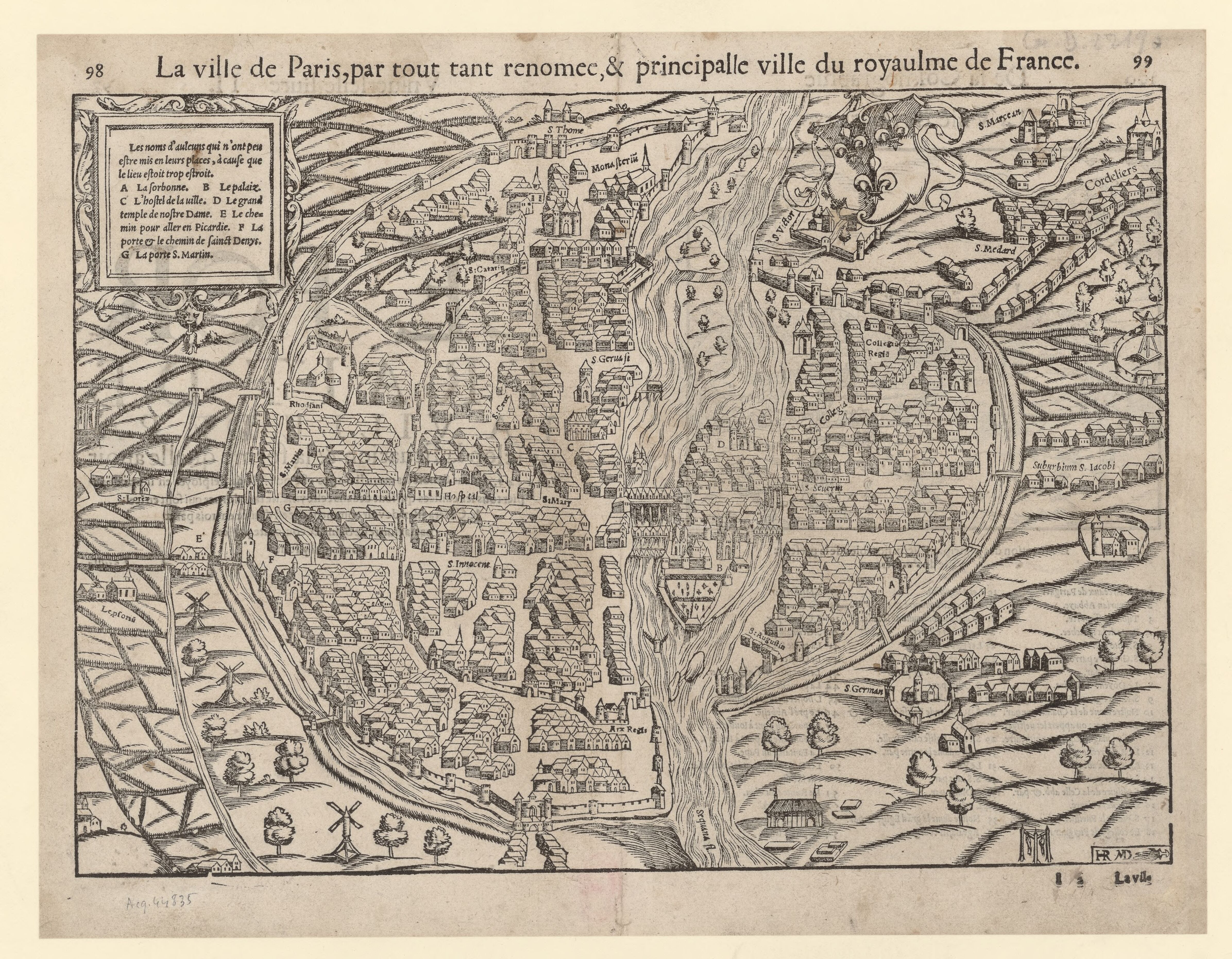
Ansicht von Paris; Holzschnitt, 1568
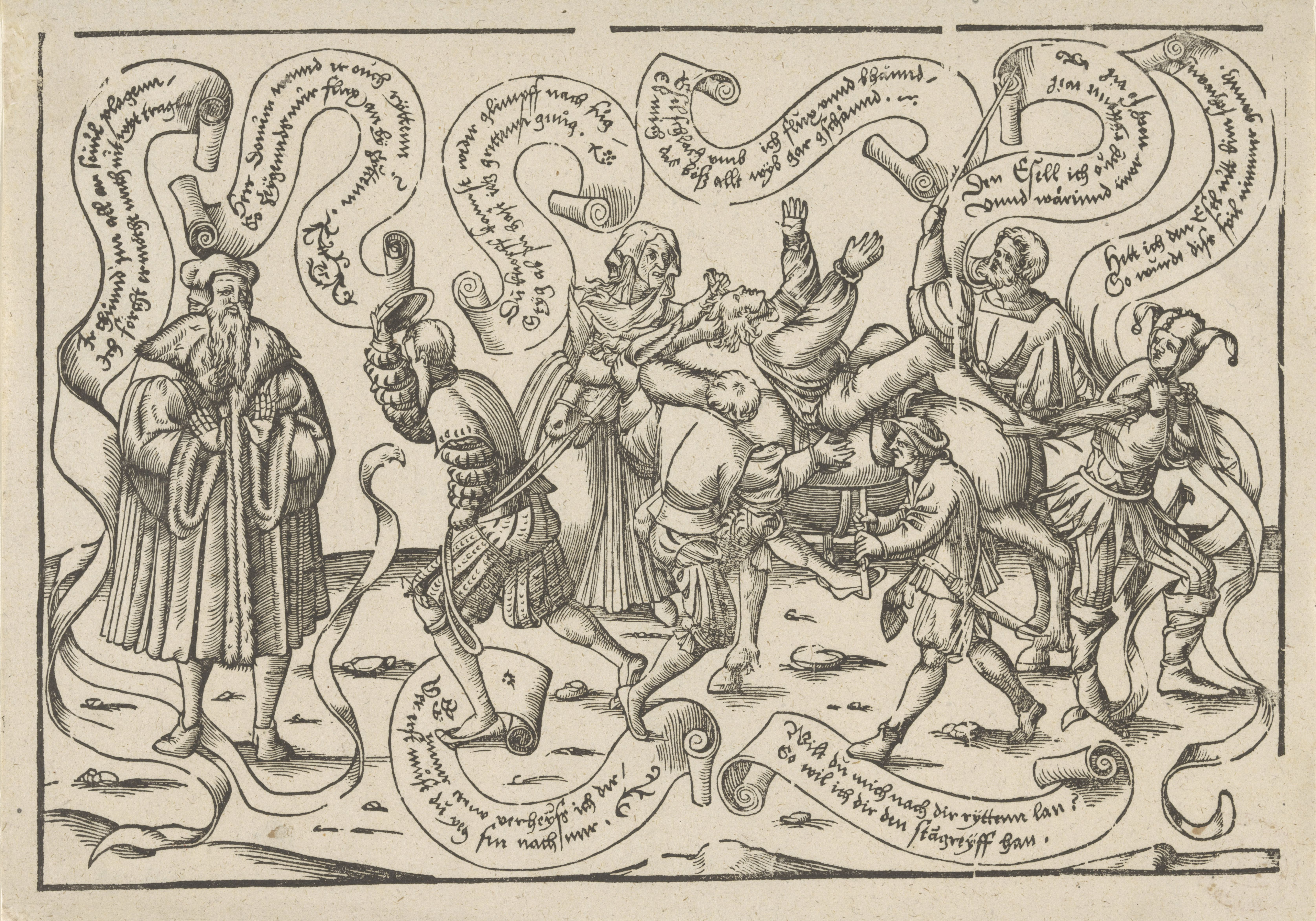
Bildnis mit einem Mann auf einem Esel, einem Narren und anderen Figuren
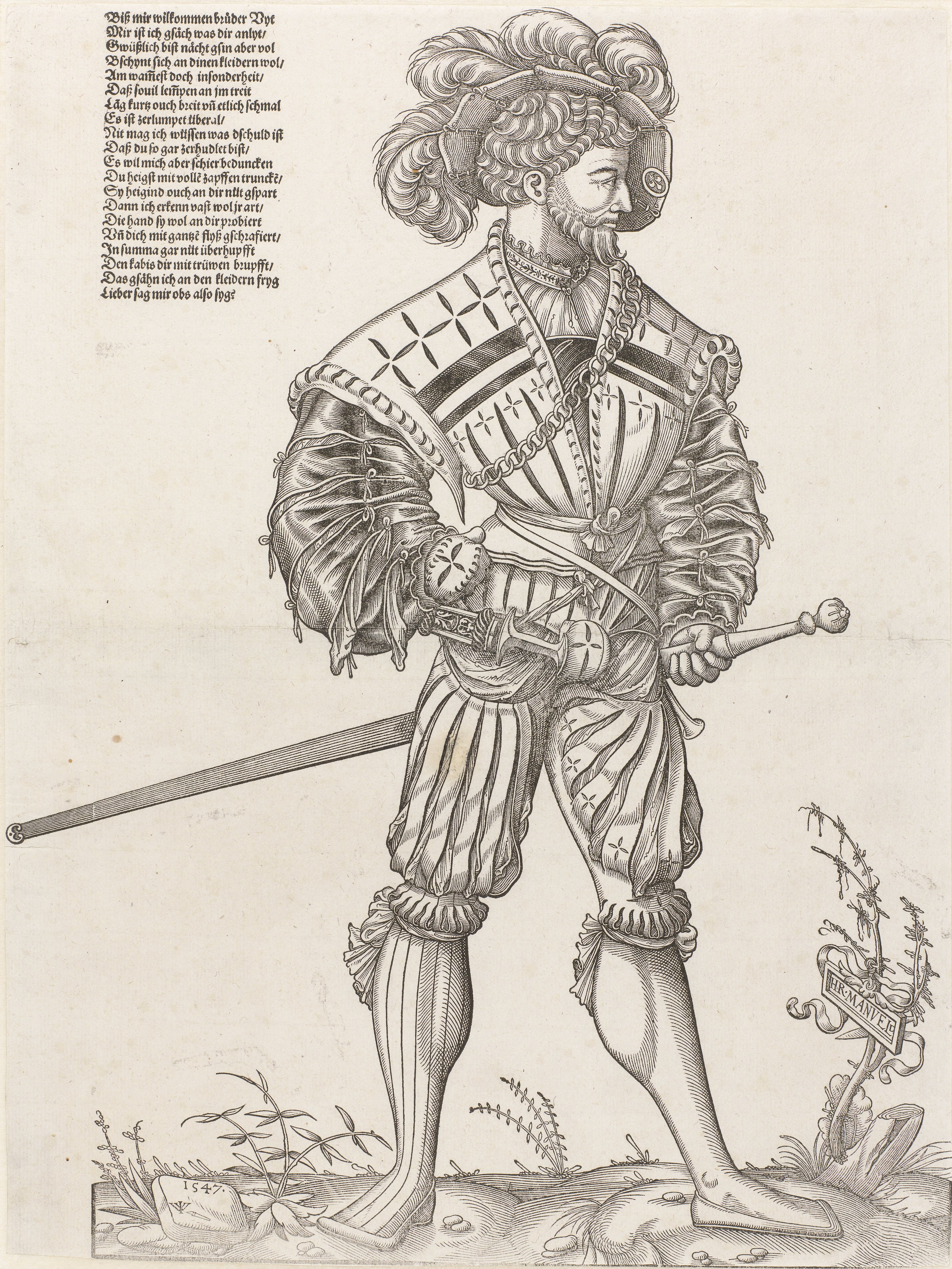
Landsknecht; Holzschnitt, 1547
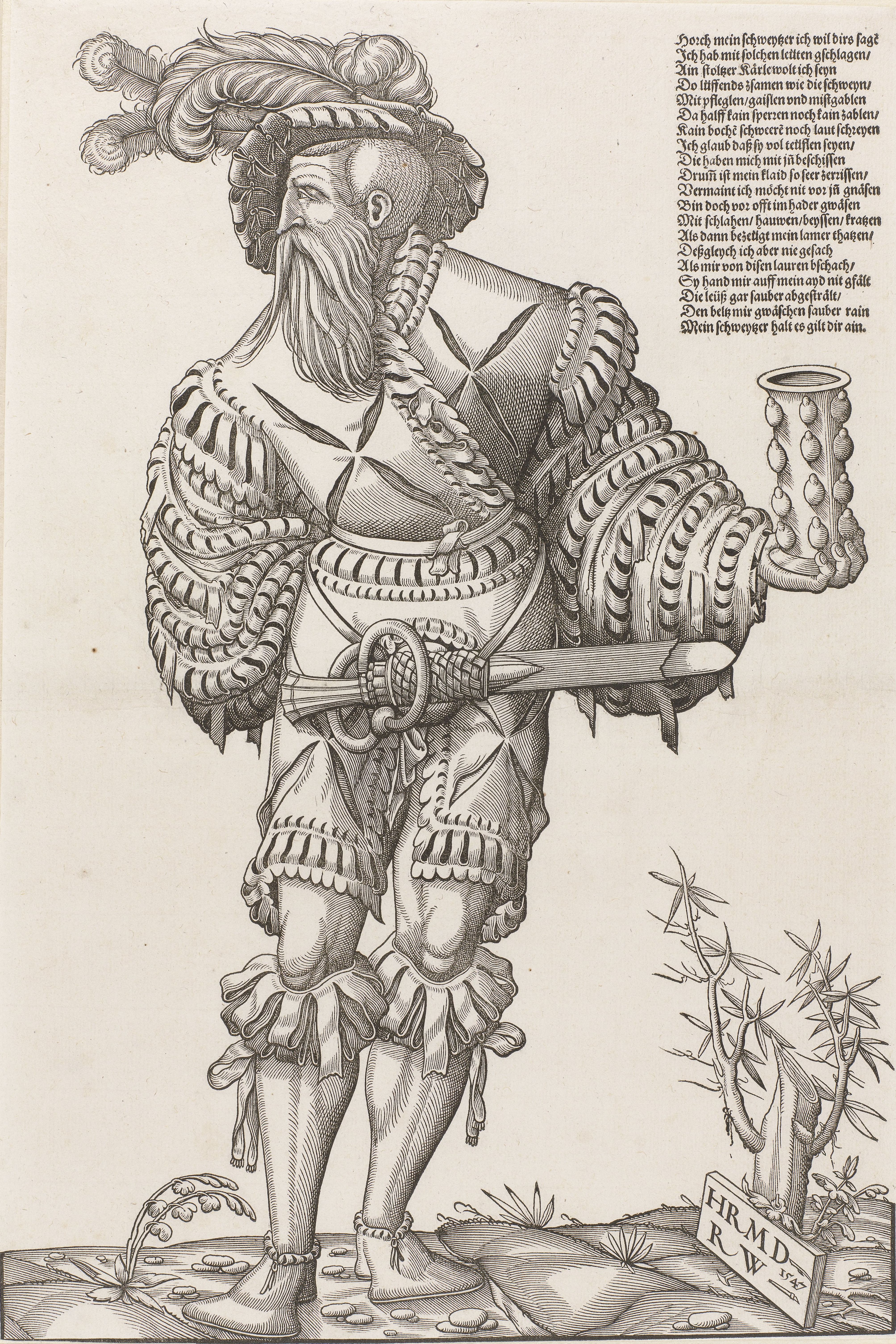
Landsknecht mit einem Glas, Holzschnitt 1547